# Thomas Preston (fizyk)
Thomas Preston (ur. 1860 w hrabstwie Armagh, zm. 1900) – irlandzki naukowiec, profesor zajmujący się przede wszystkim ciepłem, magnetyzmem oraz spektroskopią.
Uczył się na Royal University of Ireland oraz Trinity College w Dublinie. W latach 1891–1900 był profesorem nauk filozoficznych na University College Dublin.

## Prace naukowe
- The Theory of Light (1890)
- The Theory of Heat (1894)